# ムサシノ輪舞曲
『ムサシノ輪舞曲』（ムサシノロンド）は、河内遙による日本の漫画作品。『FEEL YOUNG』（祥伝社）にて、2020年8月号より連載中。
2025年4月から6月まで、テレビ朝日系列にてテレビドラマが放送された。

## 登場人物
阿川 龍平（あがわ りゅうへい）
25歳。蕎麦屋の息子。お隣のお姉さん・武蔵原環に、小さな頃から片想いしている。
武蔵原 環（むさしばら たまき）
35歳。
衣笠 保（きぬがさ たもつ）
テーラー。バツイチ
美宇
衣笠の元妻。

## 書誌情報
- 河内遙『ムサシノ輪舞曲』祥伝社〈FEEL COMICS swing〉、既刊5巻（2025年7月8日現在）
  1. 2021年9月8日発売[3][4]、ISBN 978-4-396-76838-6
  2. 2022年8月8日発売[5]、ISBN 978-4-396-76864-5
  3. 2023年11月8日発売[6]、ISBN 978-4-396-75033-6
  4. 2024年9月6日発売[7]、ISBN 978-4-396-75055-8
  5. 2025年7月8日発売[8]、ISBN 978-4-396-75075-6

## テレビドラマ
2025年4月19日から6月21日までテレビ朝日系「オシドラサタデー」枠で放送された。主演は本作が連続ドラマ初主演となる正門良規。

### キャスト

#### 主要人物
阿川龍平（あがわ りゅうへい）〈25〉
演 - 正門良規（Aぇ! group）（幼少期：松井稜樹）
父の営む蕎麦屋で働いている。幼い頃から隣に住む環に想いを寄せているが、相手にされていない。
武蔵原環（むさしばら たまき）〈35〉
演 - 高梨臨（幼少期：西村皐）
自宅のバレエ教室で教えるバレエ講師。龍平の片思いの相手。
衣笠保（きぬがさ たもつ）〈34〉
演 - 稲葉友
紳士服店勤務のバツイチのテーラー。天然の人たらしで環と互いに惹かれ合っていく。
山之内毬奈（やまのうち まりな）〈35〉
演 - 市川由衣（幼少期：垂水文音）
環の友人で、良き理解者。シングルマザー。7歳の息子がいる。文太への思いを密かに抱いている。

#### 武蔵原家
武蔵原文太（むさしばら ぶんた）〈34〉
演 - 髙地優吾（SixTONES）（幼少期：堀口壱吹）
環の弟。衣笠と同じ紳士服店 勤務。

#### 阿川家
阿川康平（あがわ こうへい）
演 - 鈴木浩介
龍平の父で、環の亡き父の友人。脱サラして蕎麦屋を営んでいる。
阿川なみえ（あがわ なみえ）
演 - 加藤貴子
龍平の母。根っからの明るい性格で、誰にでも気さくに声をかける。
ポン
演 - shio
阿川家の愛犬。犬種はビション・フリーゼ 。

#### その他
沼田久志（ぬまた ひさし）
演 - 岩谷健司
写真家。環の亡き父と康平の古くからの友人。
永峰小夜子（ながみね さよこ）〈34〉
演 - 筧美和子
文太を翻弄するどこかミステリアスな元彼女。10年付き合った文太と最近別れている。
山之内レンジ（やまのうち レンジ）〈7〉
演 - 佐藤大空
毬奈の息子で小学1年生。最近、環のバレエ教室に通い始めた。
沼田ヨリコ（ぬまた ヨリコ）
演 - 影山優佳
久志の姪で、雑誌の編集者。
諫早美宇（いさはや みう）
演 - SUMIRE
衣笠の元妻で織物作家。自由奔放な性格。

### スタッフ
- 原作 - 河内遙『ムサシノ輪舞曲』（祥伝社FEEL COMICS）[2]
- 脚本 - 清水友佳子、若杉栞南[2]
- 音楽 - 篠田大介[15]
- 主題歌 - Aぇ! group「Destiny」（UNIVERSAL MUSIC）[16]
- エグゼクティブプロデューサー - 三輪祐見子（テレビ朝日）[15]
- プロデューサー - 都築歩（テレビ朝日）、島本講太（ストームレーベルズ）、髙木萌実（テレビ朝日）、布施等（MMJ）、新井富美子（MMJ）、多次見隼斗（MMJ）[15]
- 演出 - 本橋圭太[2]、竹園元、井上雄介
- 制作協力 - MMJ[15]
- 制作著作 - テレビ朝日、ストームレーベルズ[15]

### 放送日程
| 話数   | 放送日  | サブタイトル                                     | 脚本                | 演出     |
| ------ | ------- | ------------------------------------------------ | ------------------- | -------- |
| 第1話  | 4月19日 | 諦めたくない男の【10年愛】が急発進!!             | 清水友佳子          | 本橋圭太 |
| 第2話  | 4月26日 | 伝わった?俺の気持ち…猛追アピール開始!            | 清水友佳子          | 本橋圭太 |
| 第3話  | 5月03日 | 2人きりの初デートで心臓かじりキス!!              | 清水友佳子          | 本橋圭太 |
| 第4話  | 5月10日 | 「さっさと、俺によろめけ」純愛大爆発!!           | 若杉栞南            | 本橋圭太 |
| 第5話  | 5月17日 | 100万回目の「俺じゃダメなの?」                   | 若杉栞南            | 本橋圭太 |
| 第6話  | 5月24日 | 天国から地獄へ。波乱のお好み焼きパーティー       | 清水友佳子          | 本橋圭太 |
| 第7話  | 5月31日 | 100億万が一で片想い強制終了!?                    | 清水友佳子          | 竹園元   |
| 第8話  | 6月07日 | 3度目の大失恋で感情大爆発!諦めない男に新しい恋!? | 清水友佳子 若杉栞南 | 井上雄介 |
| 第9話  | 6月14日 | 10年愛、実らず!!「環は俺いなくても大丈夫」       | 清水友佳子          | 本橋圭太 |
| 最終話 | 6月21日 | 妄想か現実か!?涙のハッピーエンド?                |                     |          |

| テレビ朝日系 オシドラサタデー                | テレビ朝日系 オシドラサタデー              | テレビ朝日系 オシドラサタデー        |
| 前番組                                       | 番組名                                     | 次番組                               |
| -------------------------------------------- | ------------------------------------------ | ------------------------------------ |
| ホンノウスイッチ （2025年1月11日 - 3月15日） | ムサシノ輪舞曲 （2025年4月19日 - 6月21日） | リベンジ・スパイ （2025年7月5日 - ） |